# Enric Clarasó

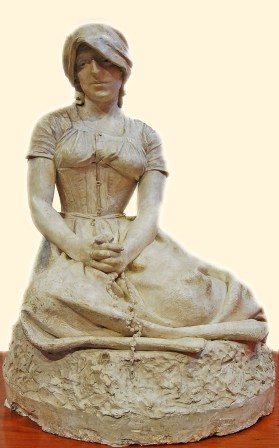
Resignación.

Enric Clarasó (Sant Feliu del Racó, 1857 – Barcellona, 1941) è stato uno scultore spagnolo, esponente del modernismo catalano.

## Biografia
Nacque in un piccolo centro rurale della Catalogna in provincia di Castellar del Vallès nei pressi di Barcellona.

Si formò presso la Scuola di Belle Arti di Barcellona sotto la guida dello scultore John Roigh.

Dopo aver condiviso per qualche tempo lo studio con il pittore Miguel Carbonell y Selva (1855-1896) nel 1881 si legò di grande amicizia con il pittore Santiago Rusiñol che gli presentò Ramón Casas. Tutti e tre insieme formarono un gruppo molto affiatato e noto nell'ambiente artistico dell'avanguardia catalana dell'inizio del Novecento. Insieme esposero molte volte al Salone Pares di Barcellona a partire dal 1890.

Con il denaro ricavato dalla sua partecipazione ai lavori di decorazione dell'Esposizione Universale di Barcellona del 1888 poté recarsi a Parigi con il suo amico Rusiñol 
Dopo questo soggiorno parigino la sua scultura si può definire già modernista pur conservando alcuni elementi del suo precedente stile naturalista.

Partecipò all'Esposizione Nazionale di Madrid nel 1892, a quella di Chicago del 1893. Alla Esposizione Universale di Parigi del 1900 vinse una medaglia d'oro. 

Sue opere sono presenti in cappelle funerarie di famiglia dei cimiteri di Barcellona e di Saragozza.

## Opere
- 1890 Ritratto di donna Museo Nacional de Arte de Cataluña Barcellona
- 1890 Silé
- 1890 I due amici
- 1890 "Un bacus modern"
- 1896 Forjador Museo Cau Ferrat di Sitges
- 1900 Memento Homo medaglia d'oro a Parígi
- 1904 Eva. Museu Nacional d'Art de Catalunya Barcellona
- 1927 Monumento a Giacomo I d'Aragona in Palma di Maiorca